# Bündel-Schwingalge
Die Bündel-Schwingalge (Planktothrix agardhii, Syn.: Oscillatoria agardhii) ist eine weltweit verbreitete Art fädiger Cyanobakterien, oder „Blaualgen“. Sie lebt planktisch in Süßwasser.

## Merkmale
Planktothrix wächst, wie für die Oscillatoriales typisch, in langen unverzweigten Zellfäden, in sog. Filamenten. Jene der Bündel-Schwingalge sind blass blau-grün bis gelblich-grün und bestehen aus über hundert Zellen. Sie sind stets einzeln und treiben im Wasser. Bei Kultivierung heften sie sich nicht an den Innenseiten der Kulturröhrchen. Filamente sind gerade oder leicht gebogen und bei optimalen Wuchsbedingungen nicht von einer Hülle umgeben. Bei ungünstigen Bedingungen, etwa Nährstoffmangel, sind Filamente von einer gelatinösen Hülle ummantelt. Die Querwände können etwas verengt sein, sind aber nicht granuliert. Die Gasvesikel sind relativ groß und befinden sich zerstreut in den Randbereichen der Zellen. Apikale Zellen können variabel geformt sein, sie sind rund, keglig, oder gekeult sowie mit oder ohne einer Calyptra. Die Einzelzellen sind 2,3–9,8 µm breit und 1,3–5,1 µm lang. Es werden weder Akineten noch Heterozysten gebildet. Die Filamente sind begrenzt mobil und zeigen Phototaxis. Von ähnlichem Bau, jedoch rötlich gefärbt, ist P. rubescens, die Burgunderblutalge. Bündel-Schwingalgen produzieren die Neurotoxine Anatoxin-a und Homoanatoxin-a sowie Microcystine.